# 라싱 클루브 데 몬테비데오
라싱 클루브 데 몬테비데오(Racing Club de Montevideo)는 우루과이 몬테비데오를 연고로 하는 축구 클럽이다. 이 팀은 1919년 4월 6일에 창단되었다. 현재는 우루과이 프리메라 디비시온에 참가하고 있다.

## 선수 명단

### 현역
참고: FIFA 자격 규정에 따라 소속된 국가대표팀 국기를 표시합니다. 선수는 복수의 FIFA 비회원국 국적을 가지고 있을 수 있습니다.
| 번호 | 포지션 | 국적 | 이름                   |
| ---- | ------ | ---- | ---------------------- |
| 15   | MF     |      | 마테오 발렌틴 카세레스 |

| 번호 | 포지션 | 국적     | 이름                  |
| ---- | ------ | -------- | --------------------- |
| 20   | FW     | 우루과이 | 조나단 우레타비스카야 |